# 藤原師経 (九条流)
藤原 師経（ふじわら の もろつね、生年不詳 - 治暦2年3月11日（1066年4月8日））は、平安時代中期の貴族。藤原北家九条流、大納言・藤原朝光の孫。右馬頭・藤原登朝の長男。官位は従三位・大蔵卿。

## 経歴
三条朝初頭の寛弘9年（1012年）皇太后・藤原彰子の給により従五位下に叙爵し、翌長和2年（1013年）侍従に任官する。のち、左兵衛佐・右近衛少将と武官を務め、この間の長和5年（1016年）には正月に従五位上、11月に正五位下と続けて昇叙されている。
後一条朝の寛仁3年（1019年）従四位下に叙せられるも、近衛少将を止められる。のち右京大夫を務め、万寿4年（1027年）従四位上に昇叙された。後朱雀朝では内蔵頭・修理権大夫を歴任し、長久2年（1041年）正四位下に叙せられている。
長久5年（1044年）大蔵卿に任ぜられると、後冷泉朝初頭の寛徳2年（1045年）修理大夫在職時の造宮事業の功労により従三位に叙せられて公卿に列す。のち、大蔵卿を20年以上の長きに亘って務めた。
治暦2年（1066年）3月11日薨去。最終官位は大蔵卿従三位。

## 官歴
『公卿補任』による。
- 寛弘9年（1012年） 11月21日：従五位下（皇太后宮御給）
- 日付不詳：筑後権守
- 長和2年（1013年） 10月23日：侍従
- 長和3年（1014年） 3月28日：左兵衛佐
- 長和5年（1016年） 正月7日：従五位上（佐労）。11月14日：正五位下（一品親王御給、大嘗会）
- 寛仁元年（1017年） 9月26日：見右近衛少将[1]
- 寛仁3年（1019年） 正月5日：従四位下、止少将?[2]
- 時期不詳：伊予介
- 寛仁4年（1020年） 2月5日：昇殿[3]
- 治安2年（1022年） 12月21日：見右京大夫[3]
- 万寿4年（1027年） 正月7日：従四位上（臨時）
- 時期不詳：兼内蔵頭
- 長暦2年（1038年） 正月30日：兼伊予権介
- 長久2年（1041年） 3月24日：兼修理権大夫。8月27日：正四位下
- 長久3年（1042年） 日付不詳：服解
- 長久4年（1043年） 正月：復任
- 長久5年（1044年） 4月6日：大蔵卿
- 寛徳2年（1045年） 8月29日：従三位（修理大夫時造宮賞）、卿如元
- 永承7年（1052年） 2月26日：兼但馬権守
- 治暦2年（1066年） 3月11日：薨去

## 系譜
『尊卑分脈』による。
- 父：藤原登朝
- 母：藤原安親の娘
- 妻：源俊賢の娘
  - 男子：藤原経俊
- 生母不詳の子女
  - 女子：藤原重房室